# Vernantois
Vernantois é uma comuna francesa na região administrativa de Borgonha-Franco-Condado, no departamento de Jura. Estende-se por uma área de 6,99 km². Em 2010 a comuna tinha 326 habitantes (densidade: 46,6 hab./km²).